# Elephant Jokes
Elephant Jokes è il dodicesimo album in studio long playing di Robert Pollard, membro fondatore dei Guided by Voices; venne pubblicato nel 2009 negli Stati Uniti d'America sia in vinile che in CD dalla Guided By Voices Inc.. È il quinto album pubblicato da Pollard nello stesso anno.

## Tracce
Lato A
1. Things Have Changed (Down in Mexico City) - 1:57
2. Johnny Optimist - 2:54
3. When a Man Walks Away - 1:49
4. Parts of Your World - 1:45
5. Symbols and Heads - 2:08
6. I Felt Revolved - 1:44
7. Epic Heads - 1:37
8. Stiff Me - 2:16
9. Compound X - 1:36
10. Accident Hero - 1:38
11. Tattered Lily - 3:37

Lato B
1. Hippsville (Where the Frisbees Fly Forever) - 1:11
2. Newly Selected Dirt Spots - 1:17
3. Jimmy - 1:53
4. Pigeon Tripping - 1:36
5. Spectrum Factory - 1:53
6. Perverted Eyelash - 1:36
7. Cosmic Yellow Children - 2:20
8. Blown Out Man - 2:31
9. Desiring - 2:31
10. (All You Need) To Know - 3:44
11. Architectural Nightmare Man - 2:33

## Musicisti
- Todd Tobias: basso, batteria, percussioni, chitarra, tastiere
- Robert Pollard: voce, chitarra